# ユーグ＝ベルナール・マレ

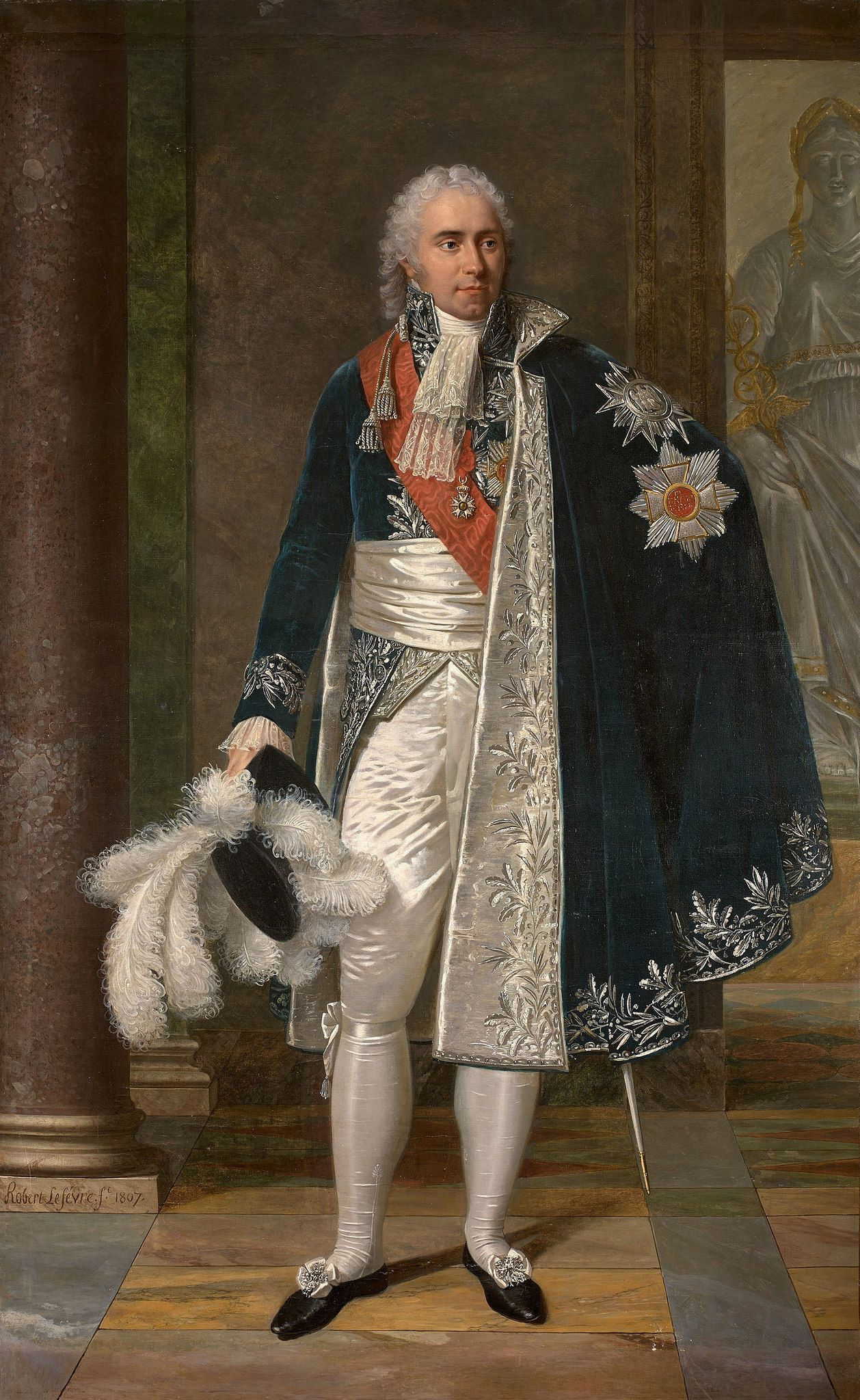
ロベール・ルフェーブルによる肖像画、1807年。

バッサーノ公ユーグ＝ベルナール・マレ（フランス語: Hugues-Bernard Maret, duc de Bassano、1763年7月22日 – 1839年5月13日）は、フランスの政治家、貴族。フランス第一帝政期の外交官で、1811年から1813年まで外務大臣を務めた。1834年11月に短期間首相を務めた。

## 略歴
1763年、ディジョンで生まれた。法曹界に入り、パリのコンセイユ・デュ・ロワ付き弁護士となる。憲法制定国民議会の弁論により政治への関心が高まるのをみて、エティエンヌ・メジャンとともにBulletin de l'Assembléeの題名で議会弁論の内容を出版した。百科事典の出版にかかわった出版業者シャルル＝ジョゼフ・パンクークはマレを説得して、Bulletin de l'Assembléeの内容を『ル・モニトゥール・ユニヴェルセル』に組み込み、同紙は正確さと公正さで知られるようになった。
フランス革命をめぐりはじめフイヤン派に属したが、1792年の8月10日事件で王権が停止されると、外務省に入省した。同年にイギリスの外交使節がパリを引き上げると、マレはロンドンを訪れ、12月2日にイギリスの首相小ピットと会談した。しかし協力を取り付けることができず、1793年1月21日にルイ16世が処刑されると在イギリスフランス大使ベルナール・フランソワ・ド・ショーヴランはイギリス退去を命じられ、フランス国民公会は2月1日にイギリスに宣戦布告した。こうした事件の裏にマレは1793年1月に2度目のロンドン訪問をしたが、これらの事件により失敗に終わった。
その後、在ナポリフランス大使に任命されたものの、シャルル＝ルイ・ユーグ・ド・セモンヴィルとともに任地に向かう最中、オーストリア軍に逮捕され、30か月間も捕虜にされた。1795年末にルイ16世の娘マリー・テレーズの解放との交換で解放された。マレは一時ジャーナリスト業に勤しんだが、1797年夏にリールで行われたイギリスとの講和交渉に関わった。交渉は同年9月、フリュクティドール18日のクーデターでジャコバン派が勝利したことで頓挫したが、1799年にナポレオン・ボナパルトがエジプトから帰国すると、マレはナポレオンを支持した。11月9日から10日のブリュメール18日のクーデターでナポレオンが権力を掌握すると、マレは国務大臣（secrétaire d'État）になり、1800年に官報になった『ル・モニトゥール』を担当した。ナポレオンによる発信の言葉が強硬すぎるときにそれをトーンダウンする役割だった。1803年、アカデミー・フランセーズ会員に選出された。1807年に伯爵に叙され、1809年にバッサーノ公に叙された。ナポレオンに随行することも多く、1810年にナポレオンとオーストリア皇女マリア・ルドヴィカと結婚したときもそれに賛成した。
1811年春にジャン＝バティスト・ノンペール・ド・シャンパーニュの後任として外務大臣に就任、1812年ロシア戦役の準備としてフランスとプロイセン王国の間の条約（1812年2月）、フランスとオーストリアの間の条約（1812年3月）を用意した。ロシア戦役のときもナポレオンに随行し、戦役が失敗に終わった後は1813年戦役に必要な兵士を集めようとしたが、1813年11月に更迭され、ヴィチェンツァ公アルマン・ド・コーランクールが後任となった。講和交渉の交渉役として、ロシア皇帝アレクサンドル1世とより友好的なヴィチェンツァ公のほうが適任だと考えられたためだった。ただし、マレは国務大臣に留まり、1814年と1815年の戦役にもナポレオンの私的な秘書として随行した。
帝政期にレジオンドヌール勲章グランクロワを授与された。
第二次王政復古において1816年にフランスを追放され、グラーツで著述業に没頭したが、1820年に帰国、1830年の七月革命で国王に即位したルイ・フィリップ1世により1831年に国王同輩格貴族に叙された。
1834年に首相および内務大臣に任命されたが、最終的には組閣に失敗した。1839年にパリで死去した。
『ブリタニカ百科事典第11版』（1911年）はマレがナポレオンに忠実すぎて、時にはフランスの国益を損なう結果になったと評した。アドルフ・ティエールによるマレ伝も批判的な内容だったが、19世紀の歴史学者アルフレール＝オーギュスト・エルヌフ男爵は自著の『バッサーノ公マレ』（Maret, duc de Bassano）で異議を唱えた。